# Настоящий американец (2-й сезон)
Второй сезон американского телесериала «Настоящий американец» премьера которого состоялась на канале The CW 7 октября 2019 года, а заключительная серия сезона вышла 9 марта 2020 года. Количество серий в сезоне шестнадцать.

## Сюжет
Спенсер — звезда школьной футбольной команды из Южного Централа, района Лос-Анджелеса, печально известного своей криминальной обстановкой и частыми конфликтами на почве расовой вражды. Парень не собирался уезжать из родных мест, пока тренер одной из школ Беверли-Хиллс не пригласил его в свою команду. Приняв предложение, Спенсер открывает для себя учебу в современной школе в богатом, престижном и безопасном районе, массу привилегий и большое спортивное будущее. Однако среди богатеньких школьников он чувствует себя лишним. Да и новые друзья по команде свысока смотрят на пришельца, на которого тренер возлагает большие надежды.

## В ролях

### Основной состав
- Дэниел Эзра — Спенсер Джеймс
- Bre-Z — Тамия «Куп» Купер
- Грета Онейогоу — Лейла Китинг
- Саманта Логан — Оливия Бейкер
- Майкл Эванс Белинг — Джордан Бейкер
- Коди Кристиан — Ашер Адамс
- Карима Уэстбрук — Грейс Джеймс
- Монит Мазур — Лора Файн-Бейкер
- Тэй Диггз — Главный тренер Билли Бейкер
- Джалин Холл — Диллон Джеймс

## Эпизоды
| № общий | № в сезоне | Название                                          | Режиссёр        | Автор сценария                       | Дата премьеры   | Произв. код | Зрители в США (млн) |
| ------- | ---------- | ------------------------------------------------- | --------------- | ------------------------------------ | --------------- | ----------- | ------------------- |
| 17      | 1          | «Принуждать и мотивировать» «Hustle & Motivate»   | Роб Харди       | Никечи Окоро                         | 7 октября 2019  | 201         | 0.88                |
| 18      | 2          | «Speak Ya Clout»                                  | Майкл Шульц     | Дэвид Штраус & Майк Нерро            | 14 октября 2019 | 202         | 0.69                |
| 19      | 3          | «Никогда ничего» «Never No More»                  | Шилин Чокси     | Джамил Тернер                        | 21 октября 2019 | 203         | 0.68                |
| 20      | 4          | «Они вспоминают о тебе» «They Reminisce Over You» | Грегг Саймон    | Джон Э. Норрис                       | 28 октября 2019 | 204         | 0.71                |
| 21      | 5          | «Причинить боль» «Bring the Pain»                 | Дэвид МакУиртер | Роберт Д. Доти                       | 11 ноября 2019  | 205         | 0.72                |
| 22      | 6          | «Тягостная жизнь» «Hard Knock Life»               | Кристин Уинделл | Джон Генри Олстон & Майкл Бхим       | 18 ноября 2019  | 206         | 0.68                |
| 23      | 7          | «Возвращение домой» «Coming Home»                 | Бенни Бум       | Никечи Окоро & Лорна Кларк Осунсанми | 25 ноября 2019  | 207         | 0.68                |
| 24      | 8          | «Жизнь продолжается» «Life Goes On»               | Эви Йобиан      | Лора Нава & Джон Э. Норрис           | 2 декабря 2019  | 208         | 0.70                |
| 25      | 9          | «В одну из таких ночей» «One of Them Nights»      | Эрика Уотсон    | Камрон Мур & Джамил Тернер           | 20 января 2020  | 209         | 0.64                |
| 26      | 10         | «Защити свою шею» «Protect Ya Neck»               | Доун Уилкинсон  | Дэвид Штраусс & Майк Херро           | 27 января 2020  | 210         | 0.66                |
| 27      | 11         | «Crossroad»                                       | Неизвестно      | Неизвестно                           | 3 февраля 2020  | 211         | 0.79                |
| 28      | 12         | «Only Time Will Tell»                             | Неизвестно      | Неизвестно                           | 10 февраля 2020 | 212         | 0.78                |
| 29      | 13         | «The Art of Peer Pressure»                        | Неизвестно      | Неизвестно                           | 17 февраля 2020 | 213         | 0.72                |
| 30      | 14         | «Who Shot Ya»                                     | Неизвестно      | Неизвестно                           | 24 февраля 2020 | 214         | 0.74                |
| 31      | 15         | «Stakes Is High»                                  | Неизвестно      | Неизвестно                           | 2 марта 2020    | 215         | 0.76                |
| 32      | 16         | «Decisions»                                       | Неизвестно      | Неизвестно                           | 9 марта 2020    | 216         | 0.70                |